# Championnat international d'escrime 1935
Navigation
Édition précédente Édition suivante
La treizième édition du Championnat international d'escrime en 1935 s'est déroulé à Lausanne en Suisse.

## Tableau des médailles
| Rang  | Nation    | Or | Argent | Bronze | Total |
| ----- | --------- | -- | ------ | ------ | ----- |
| 1     | Hongrie   | 4  | 1      | 2      | 7     |
| 2     | France    | 2  | 2      | 0      | 4     |
| 3     | Italie    | 1  | 2      | 2      | 5     |
| 4     | Suède     | 1  | 1      | 0      | 2     |
| 5     | Autriche  | 0  | 2      | 0      | 2     |
| 6     | Allemagne | 0  | 0      | 3      | 3     |
| 7     | Belgique  | 0  | 0      | 1      | 1     |
| TOTAL | TOTAL     | 8  | 8      | 8      | 24    |